# Fanári (Kilkís)
Fanári (grec moderne : Φανάρι) est une localité située dans le dème de Kilkís, dans le district régional de Kilkís, dans la periphérie de Macédoine-Centrale, en Grèce.
Selon le recensement de 2011, elle compte 96 habitants.